# Julija Ruban

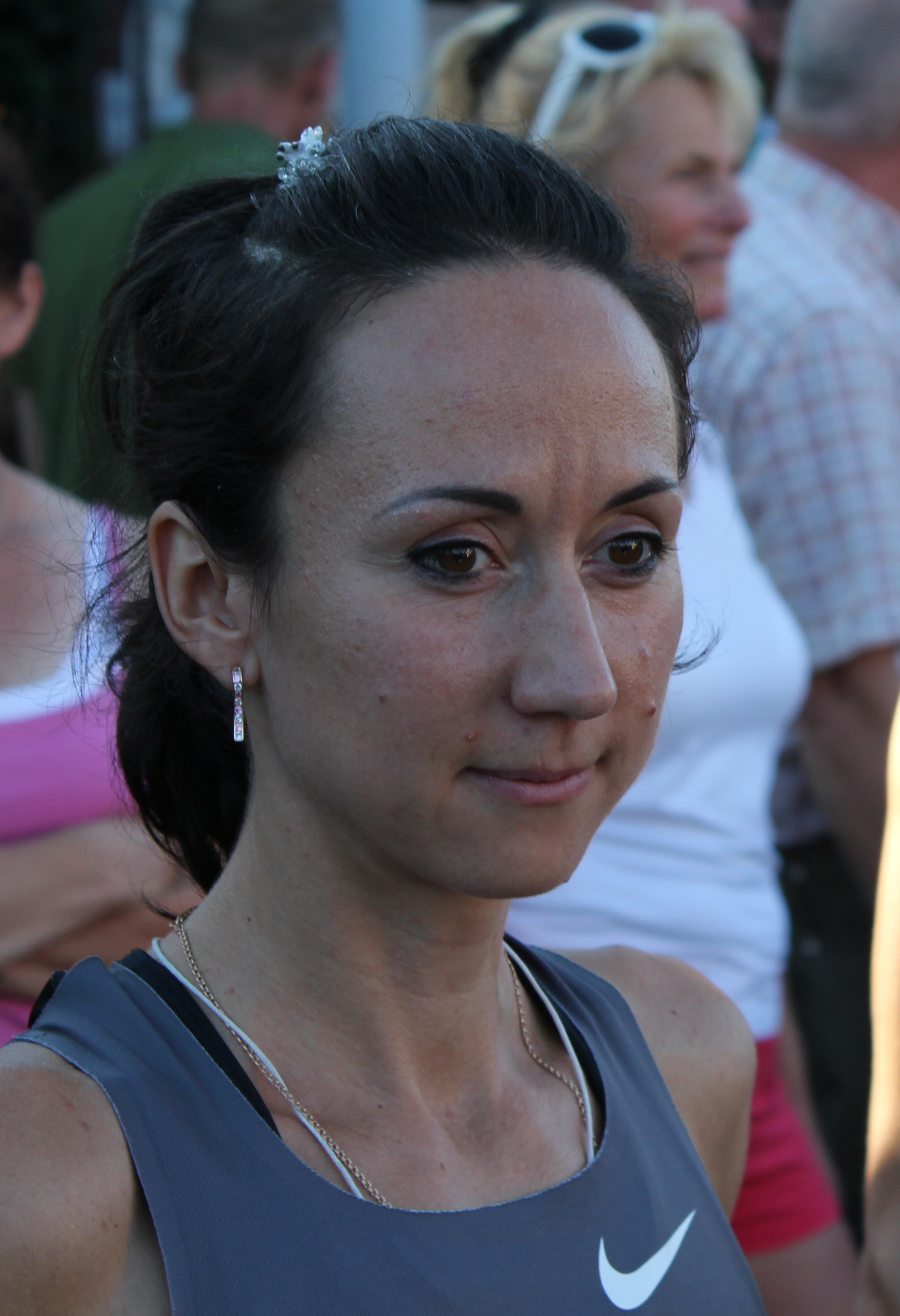
Julija Ruban beim 26. Jever Fun-Lauf 2012 in Schortens

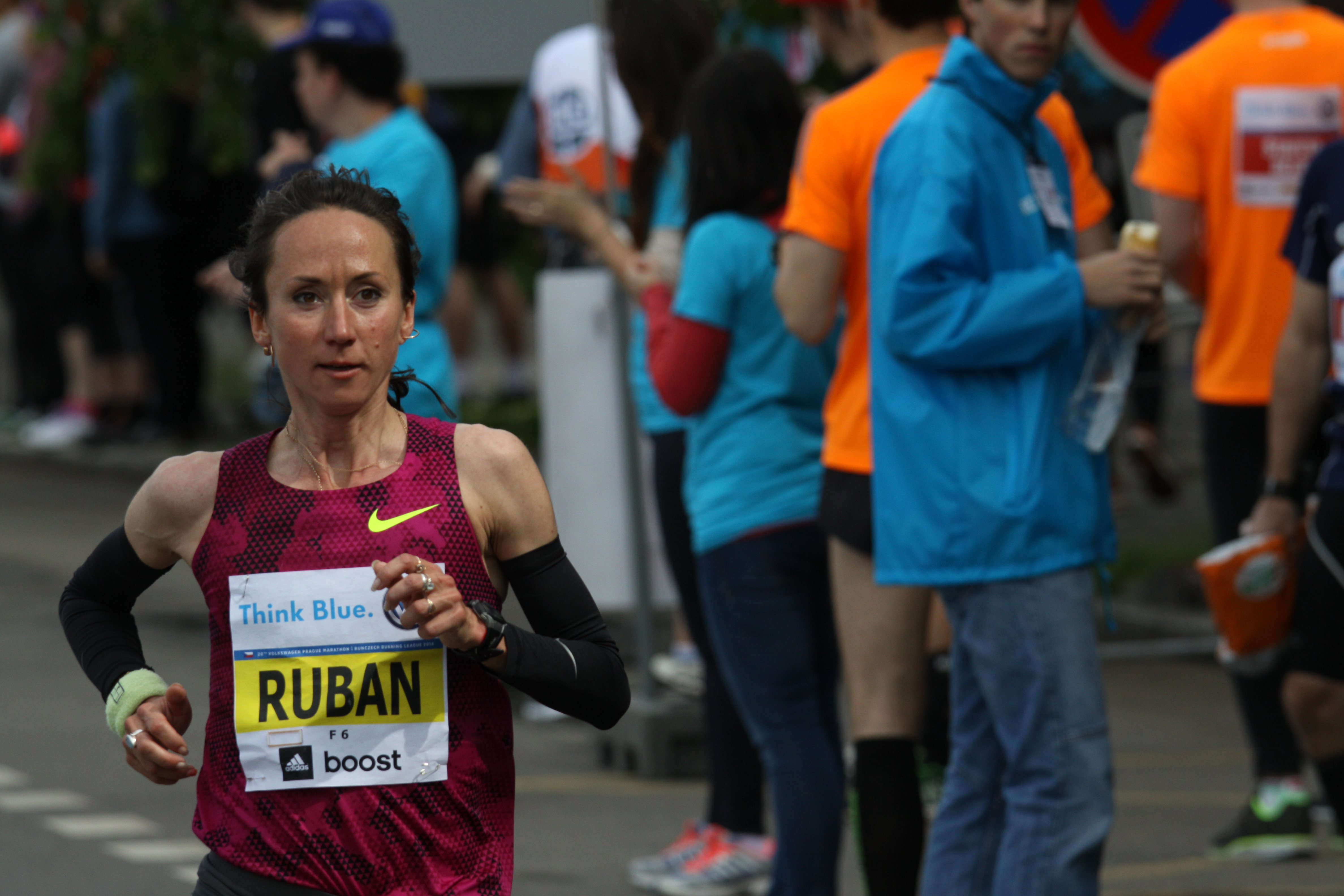
Julija Ruban beim Prague International Marathon (2014)

Julija Ruban (ukrainisch Юлія Рубан, engl. Transkription Yuliya Ruban; * 6. Oktober 1983 in der Oblast Kiew) ist eine ukrainische Marathonläuferin.
2006 siegte sie beim Südtirol-Marathon. 2007 wurde sie Zweite beim Baden-Marathon, 2008 Fünfte beim Casablanca-Marathon und 2009 Siebte beim Ljubljana-Marathon.
Im Jahr darauf verbesserte sie ihren persönlichen Rekord deutlich als Vierte beim Prag-Marathon auf 2:31:13 h und als Siebte beim Frankfurt-Marathon auf 2:27:44 h.
2011 wurde sie Zehnte beim Boston-Marathon und gewann den Turin-Marathon. Beim London-Marathon 2012 kam sie auf den 22. Platz.

## Persönliche Bestzeiten
- 10.000 m: 33:23,66 min, 30. Mai 2011, Jalta
- Marathon: 2:27:10 h, 13. November 2011, Turin